# SN 2002iu
SN 2002iu – supernowa typu Ia odkryta 30 października 2002 roku w galaktyce A001333-1013. W momencie odkrycia miała maksymalną jasność 18,90m.